# Markéta Šustáčková
Markéta Šustáčková (* 9. April 1997 in Neratovice, geborene Markéta Hurychová) ist eine tschechische Handballspielerin.

## Karriere

### Im Verein
Markéta Šustáčková spielte in Tschechien für DHK Zora Olomouc und bis 2020 in Polen für Zagłębie Lubin. Darauf ging sie für drei Jahre nach Frankreich zu Saint-Amand Handball. Ab 2023 spielte sie in Norwegen für Molde HK. Zur Saison 2025/26 wechselte sie zum tschechischen Erstligisten DHK Baník Most.

### In Auswahlmannschaften
Ihr Debüt für die tschechische Nationalmannschaft gab sie im November 2018 gegen die Schweiz. Mit Tschechien nahm sie an der Europameisterschaft 2020 teil und belegte den 15. Platz. Anfang Dezember 2021 stand sie im Kader für die Weltmeisterschaft 2021, wo sie mit Tschechien den 19. Platz belegte. Im Turnier erzielte sie 3 Tore in 6 Spielen. Bei der Weltmeisterschaft 2023 belegte sie mit Tschechien den 8. Platz.